# Войновский, Евгений Александрович
Евгений Александрович Войновский (17 июля 1946, с. Гиждияны, Глодянский район, Молдавская ССР — 19 августа 2016, Москва, Россия) — советский и российский военно-полевой хирург, член-корреспондент РАН (2014), член-корреспондент РАМН с 2007. Полковник внутренней службы.

## Биография
Отец был директором МТС, мать была директором сельской школы.
Поступил в Кишинёвский медицинский институт, на четвёртом курсе обучения перевелся на лечебный факультет Куйбышевского военно-медицинского факультета Министерства обороны СССР. В звании лейтенанта медицинской службы был направлен на должность старшего врача в мотострелковый полк Прикарпатского военного округа.
С 1972  — ординатор, а затем — старший ординатор полевого подвижного госпиталя Группы советских войск в Германии.
В 1979  окончил Первый факультет Военно-медицинской академии имени С. М. Кирова.
В 1979—1981 гг. — страший ординатор хирургического отделения, 1981—1984 гг. — начальник отделения Ташкентского окружного госпиталя. В 1984—1988 гг. — ведущий хирург Оперативной войсковой группы № 340 Туркестанского военного округа.
В 1988  был назначен на должность начальника отделения абдоминальной хирургии Главного военного клинического госпиталя имени Н. Н. Бурденко. Затем служил в должности главного хирурга госпиталя имени Бурденко, одновременно являясь заместителем главного хирурга Министерства России.
С 1995  главный хирург МВД России, работал в Главном клиническом госпитале МВД. Внедрил новые методы операционного вмешательства. При его непосредственном участии в главном клиническом госпитале организованы нейрохирургическое, проктологическое и лапароскопическое отделения.
Профессор кафедры хирургии Московского государственного университета пищевых производств.
Основные научные исследования посвящены хирургическому лечению огнестрельных ранений живота, минно-взрывной травме, гнойным осложнениям боевых повреждений и хирургическим осложнениям инфекционных болезней. Им была создана научная школа военно-полевых хирургов. Под его непосредственным руководством защищено шесть докторских и восемнадцать кандидат диссертаций.
В 2007 году избран членом-корреспондентом РАМН.
В 2014 году избран членом-корреспондентом РАН (в рамках присоединения РАМН к РАН).
Действительный член Академии военных наук.
Состоял в обществе по изучению шока с 2014 года.
Сын Александр — полковник, военный хирург, главный хирург Главного военного клинического госпиталя внутренних войск МВД России.
Похоронен на Богородском кладбище.

## Награды
Награждён орденами «За службу Родине в Вооруженных Силах СССР» 3-й степени (1991), Мужества (2005), Почета (2000), медалью ордена «За заслуги перед Отечеством» 2-й степени (2003), медалью «За боевые заслуги» (1980), афганским орденом «Звезды 2 степени» (1988).
- Заслуженный деятель науки Российской Федерации (2010)
- Заслуженный врач Российской Федерации (1996)
- Заслуженный врач Узбекской ССР